# Jan Sergiusz Gajek

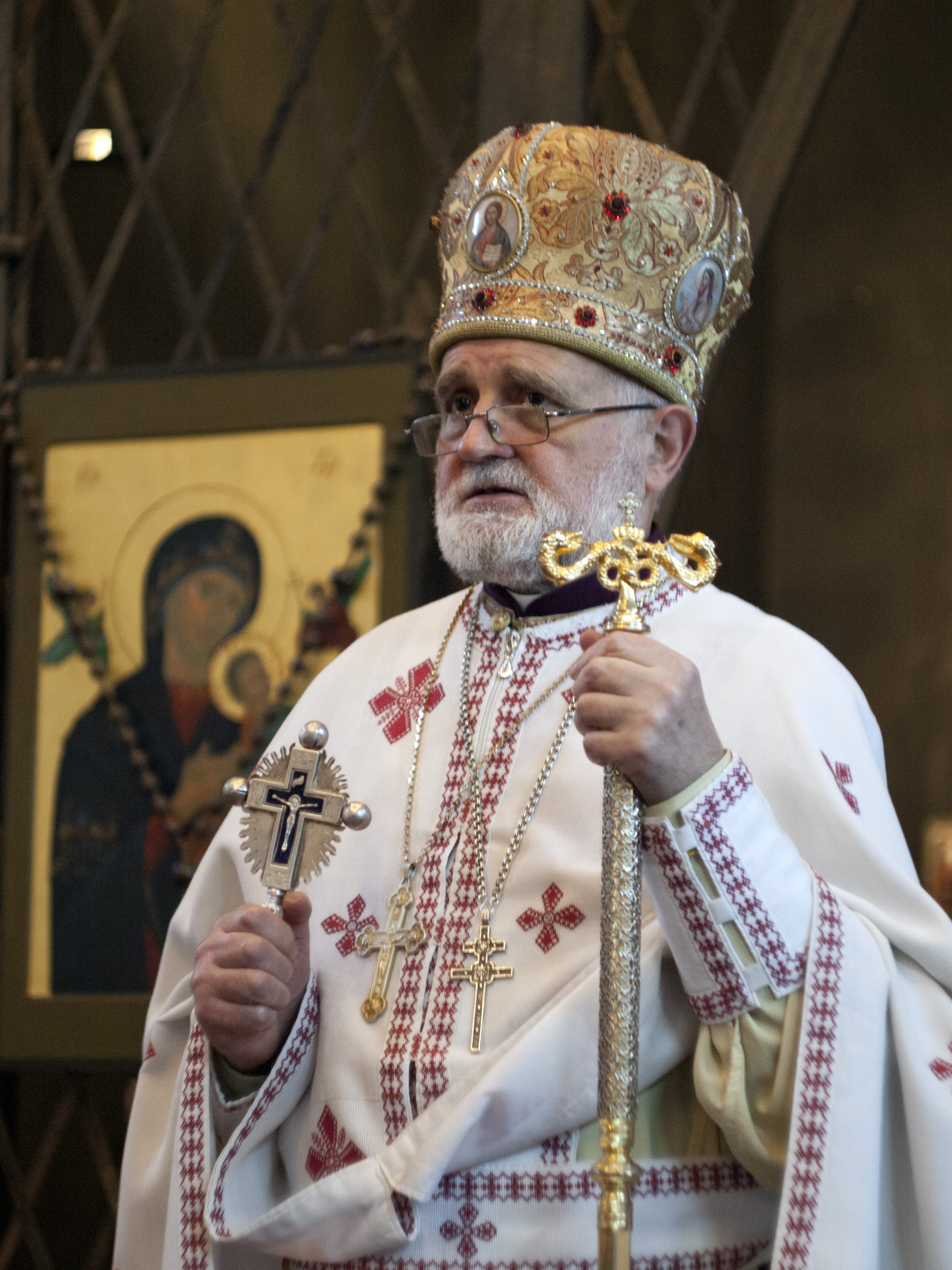
Jan Sergiusz Gajek, 2011

Jan Sergiusz Gajek MIC (* 8. Februar 1949 in Łyszkowice, Polen) ist ein polnischer Ordenspriester, Archimandrit und Apostolischer Administrator für die Gläubigen des byzantinischen Ritus in Belarus.

## Leben
Gajek wurde in eine polnische römisch-katholische Familie geboren. Er trat 1967 in den Marianerorden ein und legte 1973 die Ewige Profess ab. Zwischen 1967 und 1974 studierte er an der Katholischen Universität Lublin. Am 23. Juni 1974 wurde er zum Priester geweiht.
Nachdem er am Päpstlichen Orientalischen Institut in Rom studiert hatte, lehrte er von 1983 bis 1999 Ostkirchliche Theologie in Lublin.
1993 wurde er von Papst Johannes Paul II. zum Apostolischen Visitator für die griechisch-katholischen Gläubigen in Belarus ernannt. Papst Franziskus ernannte ihn am 30. März 2023 zum Apostolischen Administrator für die belarussische griechisch-katholische Kirche, ohne ihm die Bischofswürde zu verleihen.